# Pierre Grillet

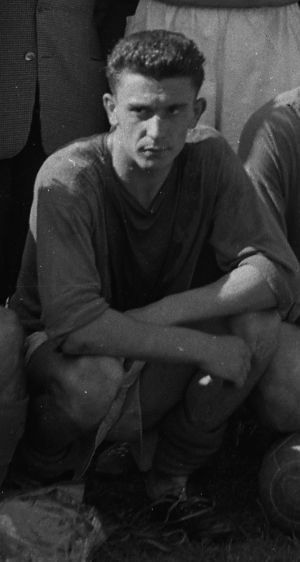
Pierre Grillet, 1953

Pierre Grillet (* 21. März 1932 in Piolenc; † 10. Januar 2018) war ein französischer Fußballspieler. Den größten Teil seiner Karriere spielte er für den Racing Club Paris, und er wurde auch in der Nationalmannschaft eingesetzt.

## Vereinskarriere
Der Rechtsaußen begann als Jugendlicher in seiner Geburtsregion, der Vaucluse, beim SC Orange mit dem Fußballspielen. Seine Fähigkeiten, insbesondere „seine Schnelligkeit und sein ausgeprägter Torriecher“, brachten ihn schon früh ins Blickfeld der nationalen Auswahltrainer, und er wurde im Frühjahr 1950 in Österreich mit Frankreichs A-Jugend-Elf Vizeeuropameister (siehe unten). Daraufhin holte ihn im Sommer des Jahres Racing Paris für seine Erstligamannschaft; allerdings kam Pierre Grillet dort bis Ende 1952 nur in 13 Punktspielen zum Einsatz. Dann gab der Klub, der wenige Monate danach selbst abstieg, ihn an den FC Toulouse ab. Mit dem „Téfécé“ erreichte Grillet 1953 das Endspiel der Coupe Charles Drago – in dem er persönlich allerdings fehlte –, stieg im selben Jahr als Meister der Division 2 in die höchste Spielklasse auf und beendete dort die folgende Saison als Ligavierter.
Gleich anschließend holte ihn Racing, nun selbst ins „fußballerische Oberhaus“ zurückgekehrt, in die Hauptstadt zurück. Nur ein Vierteljahr später wurde Grillet auch erstmals in die Nationalelf berufen. Mit diesem Klub spielte Grillet bald regelmäßig um die Meisterschaft mit, wurde 1957 Tabellenvierter, 1959 und 1960 jeweils Dritter und 1961 Vizemeister. Ein Titelgewinn gelang ihm in seinen insgesamt zehn Jahren bei Racing allerdings ebenso wenig wie ein Sieg im Landespokalwettbewerb, so dass sein Palmarès nicht sehr üppig ausfällt. Dabei verfügte der Verein in dieser Zeit unter Trainer Pierre Pibarot über eine Reihe namhafter Spieler wie Roger Marche, Abderrahman Mahjoub und die Offensivkräfte Thadée Cisowski, Joseph Ujlaki und François Heutte. Und obwohl insbesondere Cisowski über Jahre der – neben Just Fontaine aus Reims – erfolgreichste Goalgetter der Liga war, konnte sich auch der Flügelstürmer und Vorlagengeber Pierre Grillet zweimal auf vorderen Rängen der D1-Torjägerliste platzieren: 1954/55 als 14. mit 13 Treffern und 1956/57 sogar als 8. mit 17 eigenen Torerfolgen.
Anfangs der Saison 1961/62 verkaufte Racing ihn nach insgesamt 212 Erstligaspielen mit 69 Treffern (davon 187/63 bei den Parisern) „auf Probe“ an den Zweitdivisionär FC Nantes; Hintergrund war die Uneinigkeit zwischen Verein und Spieler über die Höhe seines vertraglichen Einkommens. Grillet bestritt etliche Spiele für Nantes, wobei er meist erneut mit dem gleichfalls 1961 zu den Canaris gekommenen Thadée Cisowski in der Angriffsformation stand. Allerdings ließen die Westfranzosen ihn nach Saisonende zum RC Paris zurückgehen. Zu diesem Zeitpunkt beendete Pierre Grillet seine Karriere wegen einer Hüftgelenksarthrose bereits als Dreißigjähriger.
Was später aus ihm geworden ist, lässt sich derzeit nicht feststellen. Immerhin trägt ein Stadion seines Geburtsortes heute den Namen Stade Pierre-Grillet. Anfang 2018 ist er, 85-jährig, gestorben.

### Stationen
- bis 1950: Sporting Club Orange (als Jugendlicher)
- 1950–Herbst 1952: Racing Club Paris
- November 1952–1954: Toulouse FC (davon bis 1953 in D2)
- 1954–1961: Racing Club Paris
- 1961/62: FC Nantes (in D2)

## Als Nationalspieler
Damals noch A-Jugendlicher bei einem kleinen Amateurverein, hatte Pierre Grillet 1950 mit der französischen Jahrgangsauswahl am UEFA-Juniorenturnier teilgenommen, bei dem der Titelverteidiger dem Gastgeber Österreich im Finale mit 2:3 unterlag. Als Erwachsener kam der Angreifer zu neun A-Länderspielen, in denen ihm auch zwei Treffer gelangen. Er debütierte im Oktober 1954 beim 3:1-Sieg in Hannover gegen den frischgebackenen Weltmeister Deutschland unter anderem an der Seite von zwei „ganz Großen“ des französischen Fußballs, Larbi Ben Barek und Raymond Kopa. Nach vier Einsätzen folgte ab 1956 allerdings eine dreijährige Unterbrechung, so dass er auch im Aufgebot der Bleus für die Weltmeisterschaft 1958 keine Berücksichtigung fand.
Sein letztes Länderspiel bestritt er im März 1960 in Wien anlässlich des 4:2-Erfolgs in der Europameisterschaftsqualifikation über Österreich. Grillet gehörte anschließend auch dem französischen Kader für die EM-Endrunde 1960 an, kam im eigenen Land aber nicht zum Einsatz, weil Nationaltrainer Albert Batteux ihm auf der Rechtsaußenposition im Halbfinale seinen Pariser Mannschaftskameraden François Heutte und im Spiel um Platz 3 Yvon Douis vorzog.

## Palmarès
- Französischer Vizemeister: 1961
- Finalist der Coupe Charles Drago: 1953 (ohne Einsatz im Endspiel)
- Nationalspieler mit 9 Einsätzen und 2 Toren, Europameisterschaftsteilnehmer 1960 (ohne Einsatz)
- A-Jugend-Vizeeuropameister: 1950